# Luigi Centurini
Pour les articles homonymes, voir Centurini.
Luigi Centurini (né à Gênes, le 24 avril 1820 - mort à Gênes, le 10 novembre 1900) est un juriste italien, joueur d'échecs et problémiste.

## Biographie
En 1853 à Gênes, il publie un ouvrage intitulé Giuoco degli Scacchi (jeu d'échecs).
Son étude de la finale tour et cavalier contre tour lui vaut une réputation mondiale. En 1865, il écrit un ouvrage sur le « gambetto grande » (grand gambit) qui parait dans le magazine Eco della Scienza, mais ses études portent surtout sur les finales. Il collabore avec La Régence et The Chess Monthly en 1856 et 1857. En bon problémiste, il correspond aussi avec les principaux théoriciens des échecs de son temps.

## Exemples d'études
|   | a | b | c | d | e | f | g | h |   |
| 8 | Roi noir sur case noire d8 · Roi blanc sur case blanche c6 · Cavalier blanc sur case blanche f5 · Tour noire sur case blanche g4 · Tour blanche sur case noire e3 | Roi noir sur case noire d8 · Roi blanc sur case blanche c6 · Cavalier blanc sur case blanche f5 · Tour noire sur case blanche g4 · Tour blanche sur case noire e3 | Roi noir sur case noire d8 · Roi blanc sur case blanche c6 · Cavalier blanc sur case blanche f5 · Tour noire sur case blanche g4 · Tour blanche sur case noire e3 | Roi noir sur case noire d8 · Roi blanc sur case blanche c6 · Cavalier blanc sur case blanche f5 · Tour noire sur case blanche g4 · Tour blanche sur case noire e3 | Roi noir sur case noire d8 · Roi blanc sur case blanche c6 · Cavalier blanc sur case blanche f5 · Tour noire sur case blanche g4 · Tour blanche sur case noire e3 | Roi noir sur case noire d8 · Roi blanc sur case blanche c6 · Cavalier blanc sur case blanche f5 · Tour noire sur case blanche g4 · Tour blanche sur case noire e3 | Roi noir sur case noire d8 · Roi blanc sur case blanche c6 · Cavalier blanc sur case blanche f5 · Tour noire sur case blanche g4 · Tour blanche sur case noire e3 | Roi noir sur case noire d8 · Roi blanc sur case blanche c6 · Cavalier blanc sur case blanche f5 · Tour noire sur case blanche g4 · Tour blanche sur case noire e3 | 8 |
| 7 | Roi noir sur case noire d8 · Roi blanc sur case blanche c6 · Cavalier blanc sur case blanche f5 · Tour noire sur case blanche g4 · Tour blanche sur case noire e3 | Roi noir sur case noire d8 · Roi blanc sur case blanche c6 · Cavalier blanc sur case blanche f5 · Tour noire sur case blanche g4 · Tour blanche sur case noire e3 | Roi noir sur case noire d8 · Roi blanc sur case blanche c6 · Cavalier blanc sur case blanche f5 · Tour noire sur case blanche g4 · Tour blanche sur case noire e3 | Roi noir sur case noire d8 · Roi blanc sur case blanche c6 · Cavalier blanc sur case blanche f5 · Tour noire sur case blanche g4 · Tour blanche sur case noire e3 | Roi noir sur case noire d8 · Roi blanc sur case blanche c6 · Cavalier blanc sur case blanche f5 · Tour noire sur case blanche g4 · Tour blanche sur case noire e3 | Roi noir sur case noire d8 · Roi blanc sur case blanche c6 · Cavalier blanc sur case blanche f5 · Tour noire sur case blanche g4 · Tour blanche sur case noire e3 | Roi noir sur case noire d8 · Roi blanc sur case blanche c6 · Cavalier blanc sur case blanche f5 · Tour noire sur case blanche g4 · Tour blanche sur case noire e3 | Roi noir sur case noire d8 · Roi blanc sur case blanche c6 · Cavalier blanc sur case blanche f5 · Tour noire sur case blanche g4 · Tour blanche sur case noire e3 | 7 |
| 6 | Roi noir sur case noire d8 · Roi blanc sur case blanche c6 · Cavalier blanc sur case blanche f5 · Tour noire sur case blanche g4 · Tour blanche sur case noire e3 | Roi noir sur case noire d8 · Roi blanc sur case blanche c6 · Cavalier blanc sur case blanche f5 · Tour noire sur case blanche g4 · Tour blanche sur case noire e3 | Roi noir sur case noire d8 · Roi blanc sur case blanche c6 · Cavalier blanc sur case blanche f5 · Tour noire sur case blanche g4 · Tour blanche sur case noire e3 | Roi noir sur case noire d8 · Roi blanc sur case blanche c6 · Cavalier blanc sur case blanche f5 · Tour noire sur case blanche g4 · Tour blanche sur case noire e3 | Roi noir sur case noire d8 · Roi blanc sur case blanche c6 · Cavalier blanc sur case blanche f5 · Tour noire sur case blanche g4 · Tour blanche sur case noire e3 | Roi noir sur case noire d8 · Roi blanc sur case blanche c6 · Cavalier blanc sur case blanche f5 · Tour noire sur case blanche g4 · Tour blanche sur case noire e3 | Roi noir sur case noire d8 · Roi blanc sur case blanche c6 · Cavalier blanc sur case blanche f5 · Tour noire sur case blanche g4 · Tour blanche sur case noire e3 | Roi noir sur case noire d8 · Roi blanc sur case blanche c6 · Cavalier blanc sur case blanche f5 · Tour noire sur case blanche g4 · Tour blanche sur case noire e3 | 6 |
| 5 | Roi noir sur case noire d8 · Roi blanc sur case blanche c6 · Cavalier blanc sur case blanche f5 · Tour noire sur case blanche g4 · Tour blanche sur case noire e3 | Roi noir sur case noire d8 · Roi blanc sur case blanche c6 · Cavalier blanc sur case blanche f5 · Tour noire sur case blanche g4 · Tour blanche sur case noire e3 | Roi noir sur case noire d8 · Roi blanc sur case blanche c6 · Cavalier blanc sur case blanche f5 · Tour noire sur case blanche g4 · Tour blanche sur case noire e3 | Roi noir sur case noire d8 · Roi blanc sur case blanche c6 · Cavalier blanc sur case blanche f5 · Tour noire sur case blanche g4 · Tour blanche sur case noire e3 | Roi noir sur case noire d8 · Roi blanc sur case blanche c6 · Cavalier blanc sur case blanche f5 · Tour noire sur case blanche g4 · Tour blanche sur case noire e3 | Roi noir sur case noire d8 · Roi blanc sur case blanche c6 · Cavalier blanc sur case blanche f5 · Tour noire sur case blanche g4 · Tour blanche sur case noire e3 | Roi noir sur case noire d8 · Roi blanc sur case blanche c6 · Cavalier blanc sur case blanche f5 · Tour noire sur case blanche g4 · Tour blanche sur case noire e3 | Roi noir sur case noire d8 · Roi blanc sur case blanche c6 · Cavalier blanc sur case blanche f5 · Tour noire sur case blanche g4 · Tour blanche sur case noire e3 | 5 |
| 4 | Roi noir sur case noire d8 · Roi blanc sur case blanche c6 · Cavalier blanc sur case blanche f5 · Tour noire sur case blanche g4 · Tour blanche sur case noire e3 | Roi noir sur case noire d8 · Roi blanc sur case blanche c6 · Cavalier blanc sur case blanche f5 · Tour noire sur case blanche g4 · Tour blanche sur case noire e3 | Roi noir sur case noire d8 · Roi blanc sur case blanche c6 · Cavalier blanc sur case blanche f5 · Tour noire sur case blanche g4 · Tour blanche sur case noire e3 | Roi noir sur case noire d8 · Roi blanc sur case blanche c6 · Cavalier blanc sur case blanche f5 · Tour noire sur case blanche g4 · Tour blanche sur case noire e3 | Roi noir sur case noire d8 · Roi blanc sur case blanche c6 · Cavalier blanc sur case blanche f5 · Tour noire sur case blanche g4 · Tour blanche sur case noire e3 | Roi noir sur case noire d8 · Roi blanc sur case blanche c6 · Cavalier blanc sur case blanche f5 · Tour noire sur case blanche g4 · Tour blanche sur case noire e3 | Roi noir sur case noire d8 · Roi blanc sur case blanche c6 · Cavalier blanc sur case blanche f5 · Tour noire sur case blanche g4 · Tour blanche sur case noire e3 | Roi noir sur case noire d8 · Roi blanc sur case blanche c6 · Cavalier blanc sur case blanche f5 · Tour noire sur case blanche g4 · Tour blanche sur case noire e3 | 4 |
| 3 | Roi noir sur case noire d8 · Roi blanc sur case blanche c6 · Cavalier blanc sur case blanche f5 · Tour noire sur case blanche g4 · Tour blanche sur case noire e3 | Roi noir sur case noire d8 · Roi blanc sur case blanche c6 · Cavalier blanc sur case blanche f5 · Tour noire sur case blanche g4 · Tour blanche sur case noire e3 | Roi noir sur case noire d8 · Roi blanc sur case blanche c6 · Cavalier blanc sur case blanche f5 · Tour noire sur case blanche g4 · Tour blanche sur case noire e3 | Roi noir sur case noire d8 · Roi blanc sur case blanche c6 · Cavalier blanc sur case blanche f5 · Tour noire sur case blanche g4 · Tour blanche sur case noire e3 | Roi noir sur case noire d8 · Roi blanc sur case blanche c6 · Cavalier blanc sur case blanche f5 · Tour noire sur case blanche g4 · Tour blanche sur case noire e3 | Roi noir sur case noire d8 · Roi blanc sur case blanche c6 · Cavalier blanc sur case blanche f5 · Tour noire sur case blanche g4 · Tour blanche sur case noire e3 | Roi noir sur case noire d8 · Roi blanc sur case blanche c6 · Cavalier blanc sur case blanche f5 · Tour noire sur case blanche g4 · Tour blanche sur case noire e3 | Roi noir sur case noire d8 · Roi blanc sur case blanche c6 · Cavalier blanc sur case blanche f5 · Tour noire sur case blanche g4 · Tour blanche sur case noire e3 | 3 |
| 2 | Roi noir sur case noire d8 · Roi blanc sur case blanche c6 · Cavalier blanc sur case blanche f5 · Tour noire sur case blanche g4 · Tour blanche sur case noire e3 | Roi noir sur case noire d8 · Roi blanc sur case blanche c6 · Cavalier blanc sur case blanche f5 · Tour noire sur case blanche g4 · Tour blanche sur case noire e3 | Roi noir sur case noire d8 · Roi blanc sur case blanche c6 · Cavalier blanc sur case blanche f5 · Tour noire sur case blanche g4 · Tour blanche sur case noire e3 | Roi noir sur case noire d8 · Roi blanc sur case blanche c6 · Cavalier blanc sur case blanche f5 · Tour noire sur case blanche g4 · Tour blanche sur case noire e3 | Roi noir sur case noire d8 · Roi blanc sur case blanche c6 · Cavalier blanc sur case blanche f5 · Tour noire sur case blanche g4 · Tour blanche sur case noire e3 | Roi noir sur case noire d8 · Roi blanc sur case blanche c6 · Cavalier blanc sur case blanche f5 · Tour noire sur case blanche g4 · Tour blanche sur case noire e3 | Roi noir sur case noire d8 · Roi blanc sur case blanche c6 · Cavalier blanc sur case blanche f5 · Tour noire sur case blanche g4 · Tour blanche sur case noire e3 | Roi noir sur case noire d8 · Roi blanc sur case blanche c6 · Cavalier blanc sur case blanche f5 · Tour noire sur case blanche g4 · Tour blanche sur case noire e3 | 2 |
| 1 | Roi noir sur case noire d8 · Roi blanc sur case blanche c6 · Cavalier blanc sur case blanche f5 · Tour noire sur case blanche g4 · Tour blanche sur case noire e3 | Roi noir sur case noire d8 · Roi blanc sur case blanche c6 · Cavalier blanc sur case blanche f5 · Tour noire sur case blanche g4 · Tour blanche sur case noire e3 | Roi noir sur case noire d8 · Roi blanc sur case blanche c6 · Cavalier blanc sur case blanche f5 · Tour noire sur case blanche g4 · Tour blanche sur case noire e3 | Roi noir sur case noire d8 · Roi blanc sur case blanche c6 · Cavalier blanc sur case blanche f5 · Tour noire sur case blanche g4 · Tour blanche sur case noire e3 | Roi noir sur case noire d8 · Roi blanc sur case blanche c6 · Cavalier blanc sur case blanche f5 · Tour noire sur case blanche g4 · Tour blanche sur case noire e3 | Roi noir sur case noire d8 · Roi blanc sur case blanche c6 · Cavalier blanc sur case blanche f5 · Tour noire sur case blanche g4 · Tour blanche sur case noire e3 | Roi noir sur case noire d8 · Roi blanc sur case blanche c6 · Cavalier blanc sur case blanche f5 · Tour noire sur case blanche g4 · Tour blanche sur case noire e3 | Roi noir sur case noire d8 · Roi blanc sur case blanche c6 · Cavalier blanc sur case blanche f5 · Tour noire sur case blanche g4 · Tour blanche sur case noire e3 | 1 |
|   | a | b | c | d | e | f | g | h |   |

Coups des Blancs pour gagner:
- 1. Cd6 Tg8
- 2. Te1 Tf8
- 3. Cb7 + Rc8
- 4. Tb1 Tf3
- 5. Cd6 + Rd8
- 6. Tb8 + Re7
- 7. Te8 + Rf6
- 8. Tf8 + remporte la tour par une brochette après 8. . . Rf6 9. Tf8 +.

Les noirs jouent pour faire nul : 1. . . Tg1 , avec l'idée de faire des échecs sur la première rangée.
Luigi Centurini est également le principal analyste de la finale fou et pion contre fou de la même couleur. Il établit des règles pour déterminer quand la position est gagnante et quand elle est nulle.

Le deuxième diagramme montre une position gagnante pour les Blancs, bien que cela nécessite un jeu précis.
|   | a | b | c | d | e | f | g | h |   |
| 8 | Roi blanc sur case blanche c8 · Fou blanc sur case noire d8 · Pion blanc sur case blanche b7 · Roi noir sur case blanche c6 · Fou noir sur case noire h2 | Roi blanc sur case blanche c8 · Fou blanc sur case noire d8 · Pion blanc sur case blanche b7 · Roi noir sur case blanche c6 · Fou noir sur case noire h2 | Roi blanc sur case blanche c8 · Fou blanc sur case noire d8 · Pion blanc sur case blanche b7 · Roi noir sur case blanche c6 · Fou noir sur case noire h2 | Roi blanc sur case blanche c8 · Fou blanc sur case noire d8 · Pion blanc sur case blanche b7 · Roi noir sur case blanche c6 · Fou noir sur case noire h2 | Roi blanc sur case blanche c8 · Fou blanc sur case noire d8 · Pion blanc sur case blanche b7 · Roi noir sur case blanche c6 · Fou noir sur case noire h2 | Roi blanc sur case blanche c8 · Fou blanc sur case noire d8 · Pion blanc sur case blanche b7 · Roi noir sur case blanche c6 · Fou noir sur case noire h2 | Roi blanc sur case blanche c8 · Fou blanc sur case noire d8 · Pion blanc sur case blanche b7 · Roi noir sur case blanche c6 · Fou noir sur case noire h2 | Roi blanc sur case blanche c8 · Fou blanc sur case noire d8 · Pion blanc sur case blanche b7 · Roi noir sur case blanche c6 · Fou noir sur case noire h2 | 8 |
| 7 | Roi blanc sur case blanche c8 · Fou blanc sur case noire d8 · Pion blanc sur case blanche b7 · Roi noir sur case blanche c6 · Fou noir sur case noire h2 | Roi blanc sur case blanche c8 · Fou blanc sur case noire d8 · Pion blanc sur case blanche b7 · Roi noir sur case blanche c6 · Fou noir sur case noire h2 | Roi blanc sur case blanche c8 · Fou blanc sur case noire d8 · Pion blanc sur case blanche b7 · Roi noir sur case blanche c6 · Fou noir sur case noire h2 | Roi blanc sur case blanche c8 · Fou blanc sur case noire d8 · Pion blanc sur case blanche b7 · Roi noir sur case blanche c6 · Fou noir sur case noire h2 | Roi blanc sur case blanche c8 · Fou blanc sur case noire d8 · Pion blanc sur case blanche b7 · Roi noir sur case blanche c6 · Fou noir sur case noire h2 | Roi blanc sur case blanche c8 · Fou blanc sur case noire d8 · Pion blanc sur case blanche b7 · Roi noir sur case blanche c6 · Fou noir sur case noire h2 | Roi blanc sur case blanche c8 · Fou blanc sur case noire d8 · Pion blanc sur case blanche b7 · Roi noir sur case blanche c6 · Fou noir sur case noire h2 | Roi blanc sur case blanche c8 · Fou blanc sur case noire d8 · Pion blanc sur case blanche b7 · Roi noir sur case blanche c6 · Fou noir sur case noire h2 | 7 |
| 6 | Roi blanc sur case blanche c8 · Fou blanc sur case noire d8 · Pion blanc sur case blanche b7 · Roi noir sur case blanche c6 · Fou noir sur case noire h2 | Roi blanc sur case blanche c8 · Fou blanc sur case noire d8 · Pion blanc sur case blanche b7 · Roi noir sur case blanche c6 · Fou noir sur case noire h2 | Roi blanc sur case blanche c8 · Fou blanc sur case noire d8 · Pion blanc sur case blanche b7 · Roi noir sur case blanche c6 · Fou noir sur case noire h2 | Roi blanc sur case blanche c8 · Fou blanc sur case noire d8 · Pion blanc sur case blanche b7 · Roi noir sur case blanche c6 · Fou noir sur case noire h2 | Roi blanc sur case blanche c8 · Fou blanc sur case noire d8 · Pion blanc sur case blanche b7 · Roi noir sur case blanche c6 · Fou noir sur case noire h2 | Roi blanc sur case blanche c8 · Fou blanc sur case noire d8 · Pion blanc sur case blanche b7 · Roi noir sur case blanche c6 · Fou noir sur case noire h2 | Roi blanc sur case blanche c8 · Fou blanc sur case noire d8 · Pion blanc sur case blanche b7 · Roi noir sur case blanche c6 · Fou noir sur case noire h2 | Roi blanc sur case blanche c8 · Fou blanc sur case noire d8 · Pion blanc sur case blanche b7 · Roi noir sur case blanche c6 · Fou noir sur case noire h2 | 6 |
| 5 | Roi blanc sur case blanche c8 · Fou blanc sur case noire d8 · Pion blanc sur case blanche b7 · Roi noir sur case blanche c6 · Fou noir sur case noire h2 | Roi blanc sur case blanche c8 · Fou blanc sur case noire d8 · Pion blanc sur case blanche b7 · Roi noir sur case blanche c6 · Fou noir sur case noire h2 | Roi blanc sur case blanche c8 · Fou blanc sur case noire d8 · Pion blanc sur case blanche b7 · Roi noir sur case blanche c6 · Fou noir sur case noire h2 | Roi blanc sur case blanche c8 · Fou blanc sur case noire d8 · Pion blanc sur case blanche b7 · Roi noir sur case blanche c6 · Fou noir sur case noire h2 | Roi blanc sur case blanche c8 · Fou blanc sur case noire d8 · Pion blanc sur case blanche b7 · Roi noir sur case blanche c6 · Fou noir sur case noire h2 | Roi blanc sur case blanche c8 · Fou blanc sur case noire d8 · Pion blanc sur case blanche b7 · Roi noir sur case blanche c6 · Fou noir sur case noire h2 | Roi blanc sur case blanche c8 · Fou blanc sur case noire d8 · Pion blanc sur case blanche b7 · Roi noir sur case blanche c6 · Fou noir sur case noire h2 | Roi blanc sur case blanche c8 · Fou blanc sur case noire d8 · Pion blanc sur case blanche b7 · Roi noir sur case blanche c6 · Fou noir sur case noire h2 | 5 |
| 4 | Roi blanc sur case blanche c8 · Fou blanc sur case noire d8 · Pion blanc sur case blanche b7 · Roi noir sur case blanche c6 · Fou noir sur case noire h2 | Roi blanc sur case blanche c8 · Fou blanc sur case noire d8 · Pion blanc sur case blanche b7 · Roi noir sur case blanche c6 · Fou noir sur case noire h2 | Roi blanc sur case blanche c8 · Fou blanc sur case noire d8 · Pion blanc sur case blanche b7 · Roi noir sur case blanche c6 · Fou noir sur case noire h2 | Roi blanc sur case blanche c8 · Fou blanc sur case noire d8 · Pion blanc sur case blanche b7 · Roi noir sur case blanche c6 · Fou noir sur case noire h2 | Roi blanc sur case blanche c8 · Fou blanc sur case noire d8 · Pion blanc sur case blanche b7 · Roi noir sur case blanche c6 · Fou noir sur case noire h2 | Roi blanc sur case blanche c8 · Fou blanc sur case noire d8 · Pion blanc sur case blanche b7 · Roi noir sur case blanche c6 · Fou noir sur case noire h2 | Roi blanc sur case blanche c8 · Fou blanc sur case noire d8 · Pion blanc sur case blanche b7 · Roi noir sur case blanche c6 · Fou noir sur case noire h2 | Roi blanc sur case blanche c8 · Fou blanc sur case noire d8 · Pion blanc sur case blanche b7 · Roi noir sur case blanche c6 · Fou noir sur case noire h2 | 4 |
| 3 | Roi blanc sur case blanche c8 · Fou blanc sur case noire d8 · Pion blanc sur case blanche b7 · Roi noir sur case blanche c6 · Fou noir sur case noire h2 | Roi blanc sur case blanche c8 · Fou blanc sur case noire d8 · Pion blanc sur case blanche b7 · Roi noir sur case blanche c6 · Fou noir sur case noire h2 | Roi blanc sur case blanche c8 · Fou blanc sur case noire d8 · Pion blanc sur case blanche b7 · Roi noir sur case blanche c6 · Fou noir sur case noire h2 | Roi blanc sur case blanche c8 · Fou blanc sur case noire d8 · Pion blanc sur case blanche b7 · Roi noir sur case blanche c6 · Fou noir sur case noire h2 | Roi blanc sur case blanche c8 · Fou blanc sur case noire d8 · Pion blanc sur case blanche b7 · Roi noir sur case blanche c6 · Fou noir sur case noire h2 | Roi blanc sur case blanche c8 · Fou blanc sur case noire d8 · Pion blanc sur case blanche b7 · Roi noir sur case blanche c6 · Fou noir sur case noire h2 | Roi blanc sur case blanche c8 · Fou blanc sur case noire d8 · Pion blanc sur case blanche b7 · Roi noir sur case blanche c6 · Fou noir sur case noire h2 | Roi blanc sur case blanche c8 · Fou blanc sur case noire d8 · Pion blanc sur case blanche b7 · Roi noir sur case blanche c6 · Fou noir sur case noire h2 | 3 |
| 2 | Roi blanc sur case blanche c8 · Fou blanc sur case noire d8 · Pion blanc sur case blanche b7 · Roi noir sur case blanche c6 · Fou noir sur case noire h2 | Roi blanc sur case blanche c8 · Fou blanc sur case noire d8 · Pion blanc sur case blanche b7 · Roi noir sur case blanche c6 · Fou noir sur case noire h2 | Roi blanc sur case blanche c8 · Fou blanc sur case noire d8 · Pion blanc sur case blanche b7 · Roi noir sur case blanche c6 · Fou noir sur case noire h2 | Roi blanc sur case blanche c8 · Fou blanc sur case noire d8 · Pion blanc sur case blanche b7 · Roi noir sur case blanche c6 · Fou noir sur case noire h2 | Roi blanc sur case blanche c8 · Fou blanc sur case noire d8 · Pion blanc sur case blanche b7 · Roi noir sur case blanche c6 · Fou noir sur case noire h2 | Roi blanc sur case blanche c8 · Fou blanc sur case noire d8 · Pion blanc sur case blanche b7 · Roi noir sur case blanche c6 · Fou noir sur case noire h2 | Roi blanc sur case blanche c8 · Fou blanc sur case noire d8 · Pion blanc sur case blanche b7 · Roi noir sur case blanche c6 · Fou noir sur case noire h2 | Roi blanc sur case blanche c8 · Fou blanc sur case noire d8 · Pion blanc sur case blanche b7 · Roi noir sur case blanche c6 · Fou noir sur case noire h2 | 2 |
| 1 | Roi blanc sur case blanche c8 · Fou blanc sur case noire d8 · Pion blanc sur case blanche b7 · Roi noir sur case blanche c6 · Fou noir sur case noire h2 | Roi blanc sur case blanche c8 · Fou blanc sur case noire d8 · Pion blanc sur case blanche b7 · Roi noir sur case blanche c6 · Fou noir sur case noire h2 | Roi blanc sur case blanche c8 · Fou blanc sur case noire d8 · Pion blanc sur case blanche b7 · Roi noir sur case blanche c6 · Fou noir sur case noire h2 | Roi blanc sur case blanche c8 · Fou blanc sur case noire d8 · Pion blanc sur case blanche b7 · Roi noir sur case blanche c6 · Fou noir sur case noire h2 | Roi blanc sur case blanche c8 · Fou blanc sur case noire d8 · Pion blanc sur case blanche b7 · Roi noir sur case blanche c6 · Fou noir sur case noire h2 | Roi blanc sur case blanche c8 · Fou blanc sur case noire d8 · Pion blanc sur case blanche b7 · Roi noir sur case blanche c6 · Fou noir sur case noire h2 | Roi blanc sur case blanche c8 · Fou blanc sur case noire d8 · Pion blanc sur case blanche b7 · Roi noir sur case blanche c6 · Fou noir sur case noire h2 | Roi blanc sur case blanche c8 · Fou blanc sur case noire d8 · Pion blanc sur case blanche b7 · Roi noir sur case blanche c6 · Fou noir sur case noire h2 | 1 |
|   | a | b | c | d | e | f | g | h |   |